# Berosus sayi
Berosus sayi är en skalbaggsart som beskrevs av Hans Jacob Hansen 1999. Berosus sayi ingår i släktet Berosus och familjen palpbaggar. Inga underarter finns listade i Catalogue of Life.